# Profvoetballer van het Jaar 2010
Het Belgische gala van de Profvoetballer van het Jaar 2010 werd georganiseerd op 9 mei 2010 in Brussel. De Marokkaan Mbark Boussoufa mocht de trofee in ontvangst nemen. Simon Mignolet werd uitgeroepen tot Keeper van het Jaar, Frank De Bleeckere tot Scheidsrechter van het Jaar en Ariël Jacobs tot Trainer van het Jaar.

## Profvoetballer van het Jaar

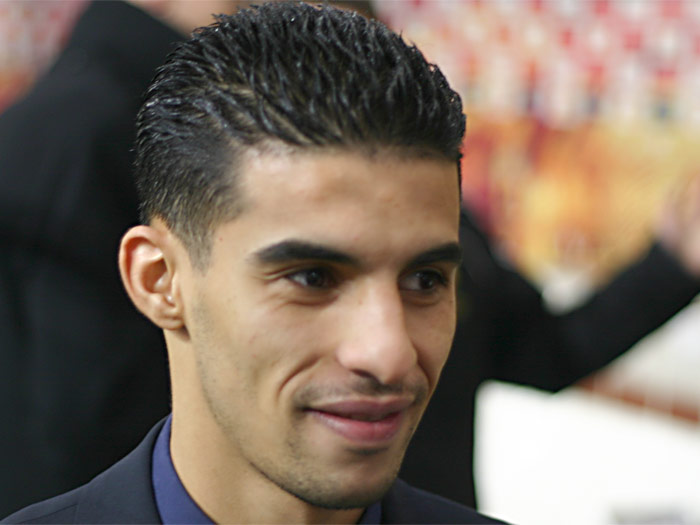
Mbark Boussoufa.

RSC Anderlecht veroverde in 2010 de landstitel. Spelverdeler Mbark Boussoufa, die opnieuw van onschatbare waarde bleek te zijn, was dan ook een logische laureaat. De technisch hoogbegaafde Marokkaan was de dirigent van de kampioenenploeg en hoefde enkel de concurrentie van ploegmaat Romelu Lukaku te vrezen. De Belgische topschutter werd uiteindelijk tweede. De bij Arsenal voetballende Belg Thomas Vermaelen werd derde in de uitslag. Boussoufa kreeg zijn prijs uit handen van Michel Preud'homme.

### Uitslag
| Nr. | Land             | Winnaar          | Club           | Ptn. |
| --- | ---------------- | ---------------- | -------------- | ---- |
| 1.  | Vlag van Marokko | Mbark Boussoufa  | RSC Anderlecht | 608  |
| 2.  | Vlag van België  | Romelu Lukaku    | RSC Anderlecht | 345  |
| 3.  | Vlag van België  | Thomas Vermaelen | Arsenal FC     | 120  |

## Keeper van het Jaar

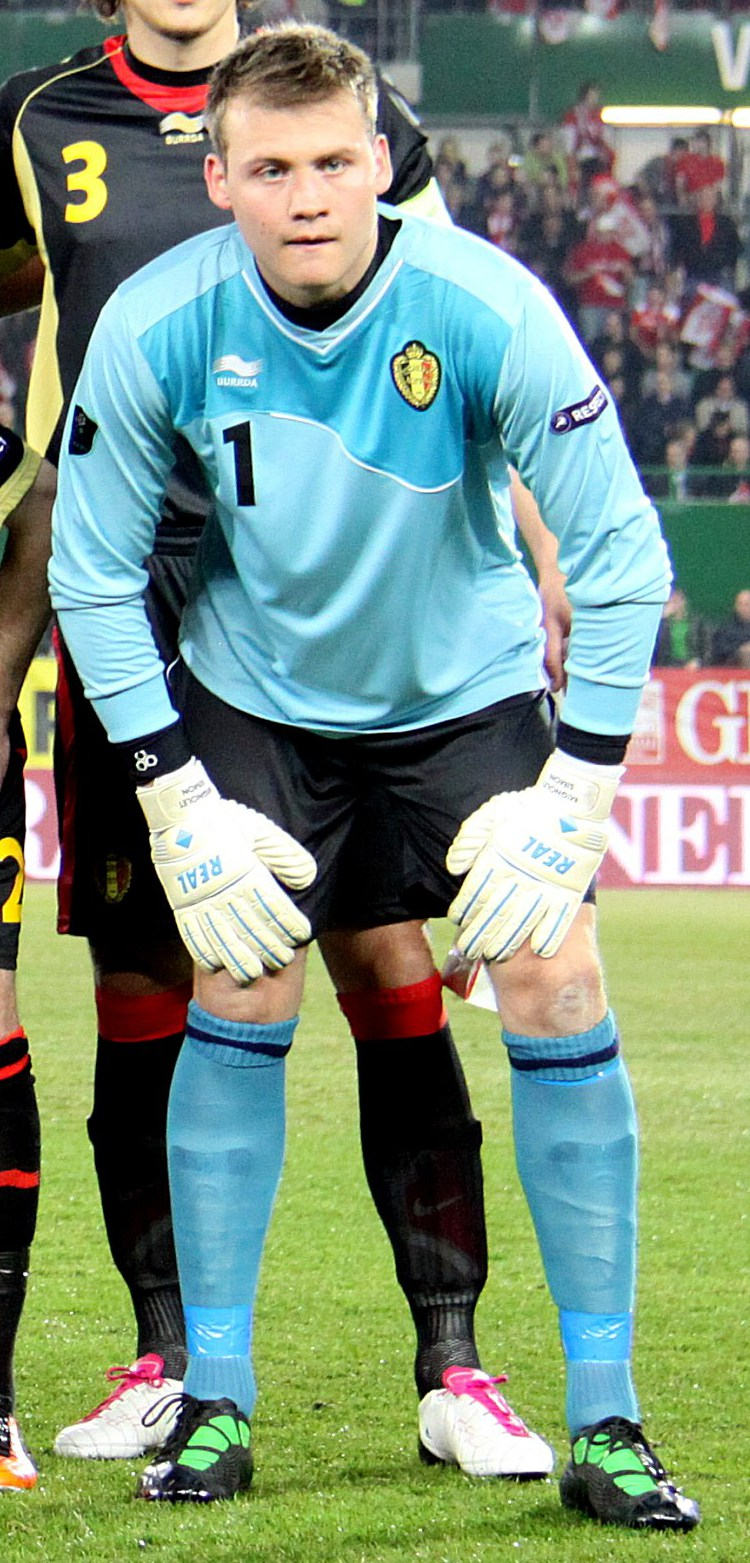
Simon Mignolet.

Promovendus Sint-Truidense VV plaatste zich verrassend voor play-off I en had dat voor een groot deel te danken aan Simon Mignolet. De 22-jarige Limburger toonde zich een betrouwbaar sluitstuk en versierde na het seizoen 2009/10 een transfer naar het Engelse Sunderland. In 2010 werd hij ook voor de eerste keer opgeroepen voor de nationale ploeg. Silvio Proto, doelman van Anderlecht, werd tweede. Mignolet is de eerste doelman van STVV die de prijs in de wacht wist te slepen.

### Uitslag
| Nr. | Land            | Winnaar        | Club              | Ptn. |
| --- | --------------- | -------------- | ----------------- | ---- |
| 1.  | Vlag van België | Simon Mignolet | Sint-Truidense VV | 496  |
| 2.  | Vlag van België | Silvio Proto   | RSC Anderlecht    | 248  |
| 3.  | Vlag van België | Stijn Stijnen  | Club Brugge       | 189  |

## Trainer van het Jaar

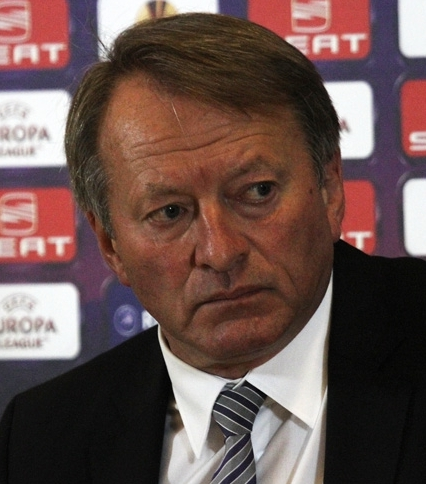
Ariël Jacobs.

Na de beker in 2008 pakte Ariël Jacobs in 2010 ook de landstitel met Anderlecht. Paars-wit sloot de reguliere competitie af als leider en hield ook in play-off I stand. Een makkelijk seizoen was het voor de soms wat cynische Jacobs nochtans niet. Toen Marcin Wasilewski in de heenronde zijn been brak na een gruwelijke tackle van Axel Witsel uitte Jacobs openlijk zijn ongenoegen. Hij was het voetbalmilieu beu, maar tot een vroegtijdig vertrek kwam het uiteindelijk niet. Integendeel, Jacobs bleef en veroverde met Anderlecht voor de 30e keer de titel. Georges Leekens bracht met het bescheiden KV Kortrijk aantrekkelijk voetbal en werd in de loop van het seizoen opnieuw bondscoach van de Rode Duivels. Hij werd tweede in de einduitslag.

### Uitslag
| Nr. | Land            | Winnaar         | Club              | Ptn. |
| --- | --------------- | --------------- | ----------------- | ---- |
| 1.  | Vlag van België | Ariël Jacobs    | RSC Anderlecht    | 476  |
| 2.  | Vlag van België | Georges Leekens | KV Kortrijk       | 370  |
| 3.  | Vlag van België | Guido Brepoels  | Sint-Truidense VV | 274  |

## Scheidsrechter van het Jaar
Voor de vierde keer werd Frank De Bleeckere verkozen tot Scheidsrechter van het Jaar. Het was 7 jaar geleden dat hij de prijs nog eens won.

### Uitslag
| Nr. | Land                             | Winnaar            | Ptn. |
| --- | -------------------------------- | ------------------ | ---- |
| 1.  | Vlag van België                  | Frank De Bleeckere | 426  |
| 2.  | Vlag van België                  | Paul Allaerts      | 303  |
| 3.  | Vlag van Gabon · Vlag van België | Jérôme Efong Nzolo | 223  |